# 直島港

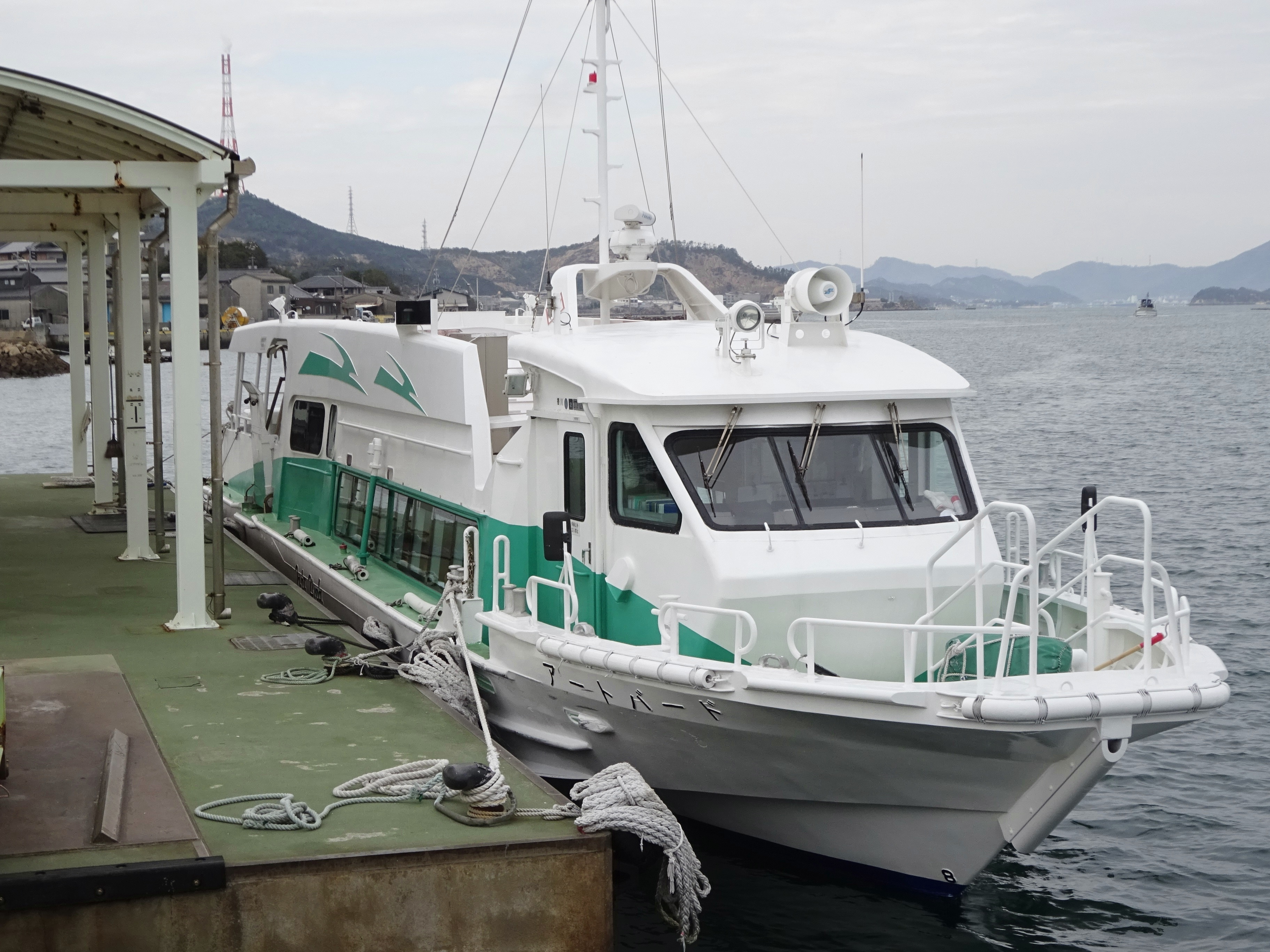
本村港に着岸した四国汽船の「アートバード」

直島港（なおしまこう）は香川県香川郡直島町にある港湾。フェリー発着所が本村地区にあることから本村港（ほんむらこう）や直島（本村）港とも表記される。香川県が管理する地方港湾である。

## 概要
直島港は直島の東側に位置する。小型船のみが発着する港湾で、自動車や二輪車での乗船はできない。常駐するスタッフはおらず、船内で船員から乗船券を購入する。島の名前を冠しているが、直島の西側にある宮浦港のほうが便数も多く規模も大きい。
簡素な待合所とトイレのみの施設だったが、老朽化を受けて待合・トイレ等を一体で整備することになり、2016年にターミナルビルが改築された。

## 建築

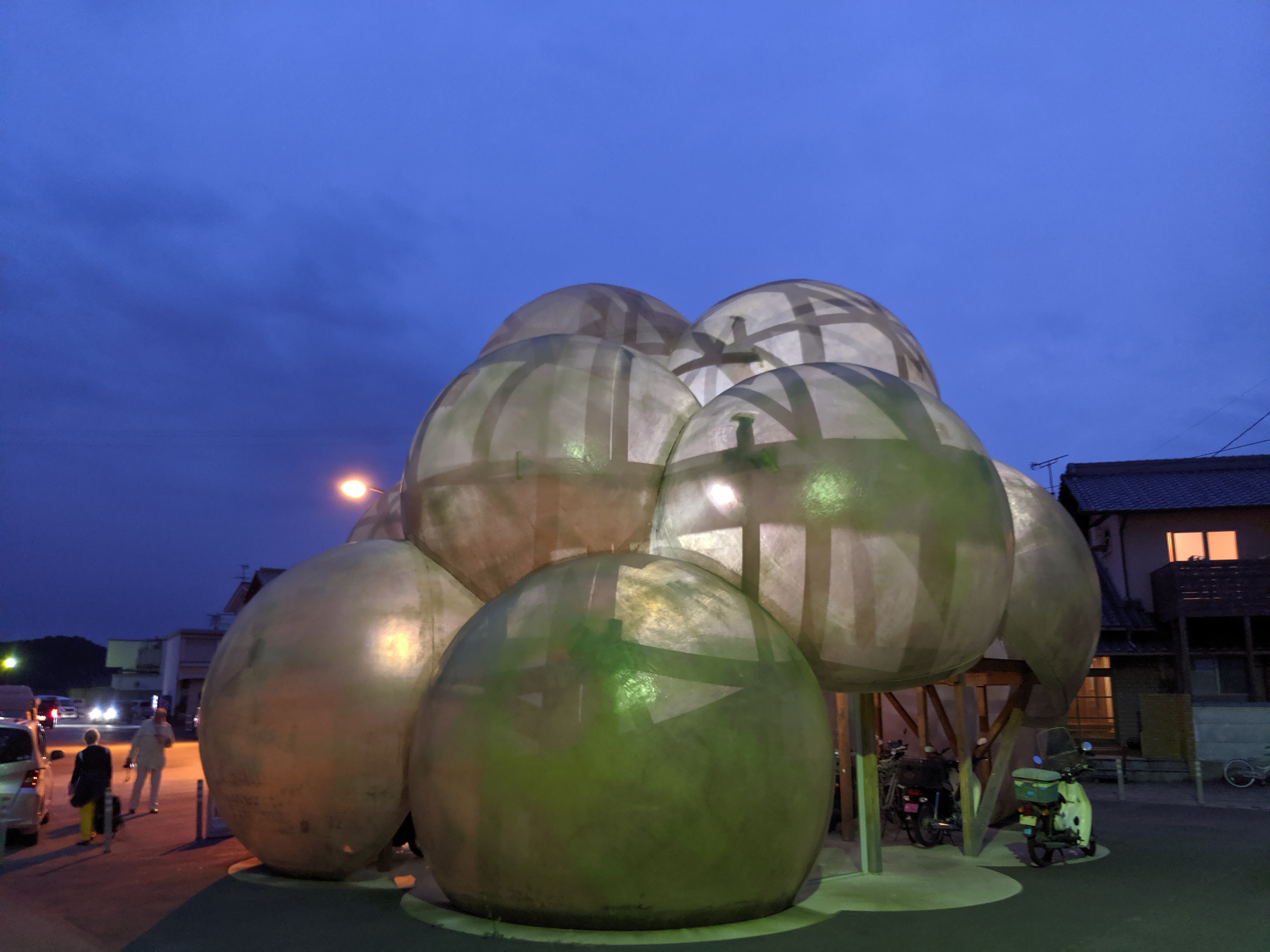
内側から照明が点灯した直島港ターミナル

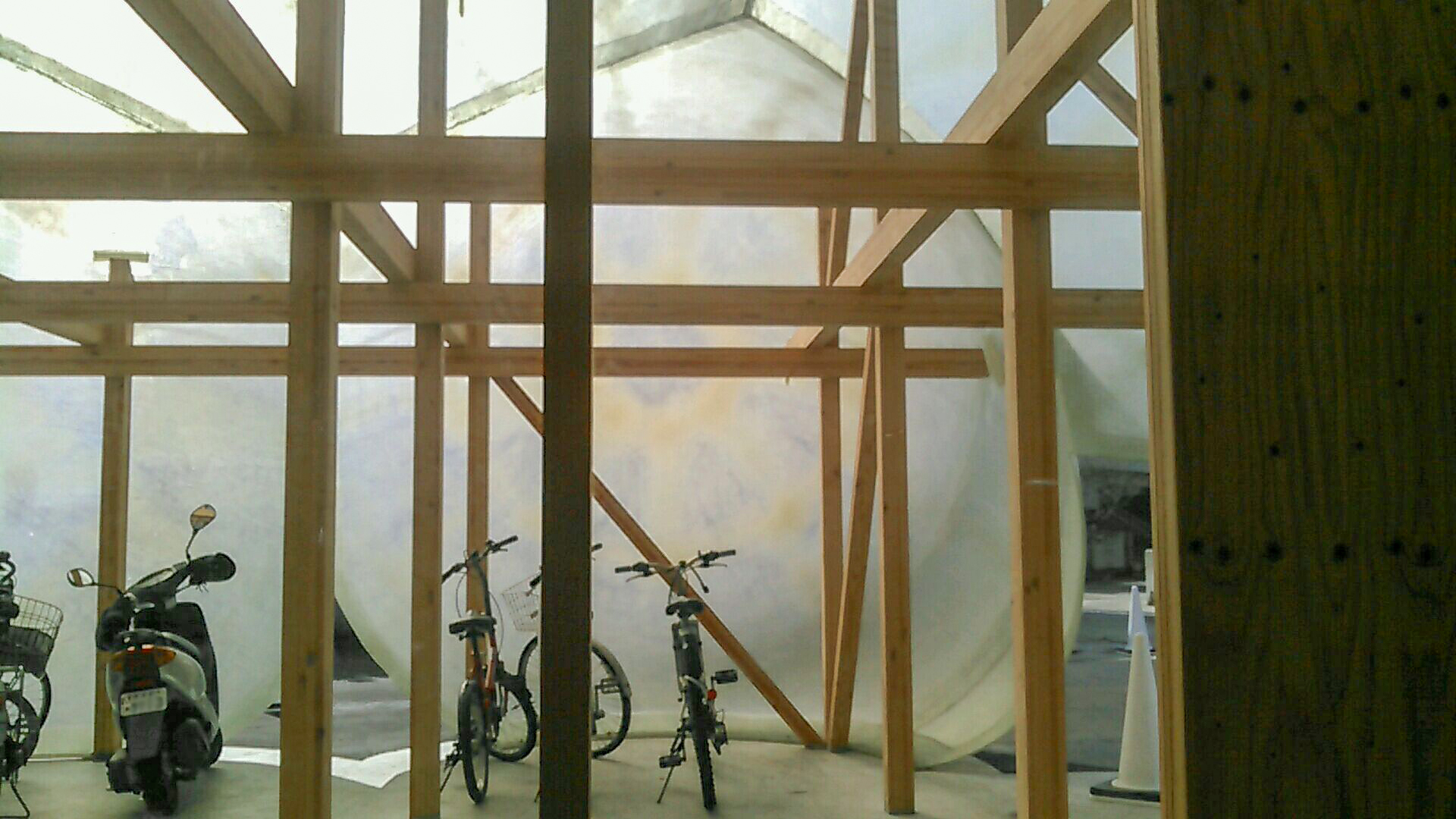
駐輪場内部の様子

宮浦港「海の駅」と同様、妹島和代と西沢立衛の建築ユニットSANAAが設計し、2016年に完成した。
木の架構で組まれた待合所と駐輪場を、直径４mのFRPの半球を繋げて作った入道雲のような立体が覆う構造となっている。球体を厚み5mmの半透明のFRPでつくることで、外からの光が内部空間全体に広がり、ふんわりと明るく快適な空間となるように設計された。　

## 航路

### 定期航路
2020年4月現在の運航航路は下記の通り。瀬戸内国際芸術祭開催期間中は増便対応がある航路もある。また坂手港や男木島、女木島へ期間限定の臨時航路が運航された。

#### 四国汽船
- 宇野港…1日5往復（毎日）[2]

#### 豊島フェリー
- 高松港…1日1往復（金、土、日、祝のみ）
- 家浦港（豊島）…1日1往復（金、土、日、祝のみ）